# 4. etape af Tour de France 2009
Fjerde etape af Tour de France 2009 blev kørt tirsdag d. 7. juli og var en 39 km holdtidskørsel, som gik fra Montpellier til Montpellier.
- Etape: 4
- Dato: 7. juli
- Længde: 39 km
- Danske resultater:

3. Chris Anker Sørensen (med Team Saxo Bank) + 0.40
3. Nicki Sørensen (med Team Saxo Bank) + 0.40
4. Brian Vandborg (med Liquigas) + 0.58
- Gennemsnitshastighed: 50,3 km/t

## Udgåede ryttere
- 197  Piet Rooijakkers fra Skil-Shimano udgik på etapen, efter at han styrtede og brækkede venstre underarm og tommelfingeren slået af led.[1]

## Startliste
1. 14:30 – Caisse d'Epargne
2. 14:37 – Team Katusha
3. 14:44 – Rabobank
4. 14:51 – Lampre-N.G.C.
5. 14:58 – Bbox Bouygues Télécom
6. 15:05 – Ag2r-La Mondiale
7. 15:12 – Skil-Shimano
8. 15:19 – Française des Jeux
9. 15:26 – Agritubel
10. 15:33 – Silence-Lotto
11. 15:40 – Quick Step
12. 15:47 – Cervélo TestTeam
13. 15:54 – Team Milram
14. 16:01 – Liquigas
15. 16:08 – Euskaltel-Euskadi
16. 16:15 – Cofidis
17. 16:22 – Garmin-Slipstream
18. 16:29 – Team Saxo Bank
19. 16:36 – Team Columbia-HTC
20. 16:43 – Astana Pro Team

## Galleri
- Team Saxo Bank med Fabian Cancellara i front, forbereder sig til holdstidskørslen
- Podiet i Montpellier
- Astana Pro Team gør sig klar ved startrampen i Montpellier
- Lance Armstrong giver interview før holdstidskørslen

## Resultatliste

### 1. mellemtid, Grabels, 9 km
|    | Hold              | Land       | Tid    |
| -- | ----------------- | ---------- | ------ |
| 1  | Caisse d'Epargne  | Spanien    | 12.35  |
| 2  | Astana Pro Team   | Kasakhstan | + 0.07 |
| 3  | Garmin-Slipstream | USA        | + 0.07 |
| 4  | Team Katusha      | Rusland    | + 0.09 |
| 5  | Liquigas          | Italien    | + 0.12 |
| 6  | Team Saxo Bank    | Danmark    | + 0.19 |
| 7  | Team Columbia-HTC | USA        | + 0.23 |
| 8  | Ag2r-La Mondiale  | Frankrig   | + 0.29 |
| 9  | Cervélo TestTeam  | Schweiz    | + 0.29 |
| 10 | Euskaltel-Euskadi | Spanien    | + 0.35 |

|    | Hold                  | Land     | Tid    |
| -- | --------------------- | -------- | ------ |
| 11 | Quick Step            | Belgien  | + 0.41 |
| 12 | Silence-Lotto         | Belgien  | + 0.48 |
| 13 | Française des Jeux    | Frankrig | + 0.52 |
| 14 | Rabobank              | Holland  | + 0.53 |
| 15 | Lampre-N.G.C.         | Italien  | + 1.02 |
| 16 | Team Milram           | Tyskland | + 1.02 |
| 17 | Skil-Shimano          | Holland  | + 1.04 |
| 18 | Bbox Bouygues Télécom | Frankrig | + 1.04 |
| 19 | Cofidis               | Frankrig | + 1.17 |
| 20 | Agritubel             | Frankrig | + 1.55 |

### 2. mellemtid, Murviel-lès-Montpellier, 19,5 km
|    | Hold              | Land       | Tid    |
| -- | ----------------- | ---------- | ------ |
| 1  | Astana Pro Team   | Kasakhstan | 25.27  |
| 2  | Garmin-Slipstream | USA        | + 0.23 |
| 3  | Liquigas          | Italien    | + 0.34 |
| 4  | Team Saxo Bank    | Danmark    | + 0.38 |
| 5  | Caisse d'Epargne  | Spanien    | + 0.42 |
| 6  | Team Columbia-HTC | USA        | + 0.50 |
| 7  | Team Katusha      | Rusland    | + 0.53 |
| 8  | Ag2r-La Mondiale  | Frankrig   | + 1.01 |
| 9  | Cervélo TestTeam  | Schweiz    | + 1.04 |
| 10 | Euskaltel-Euskadi | Spanien    | + 1.17 |

|    | Hold                  | Land     | Tid    |
| -- | --------------------- | -------- | ------ |
| 11 | Team Milram           | Tyskland | + 1.25 |
| 12 | Rabobank              | Holland  | + 1.33 |
| 13 | Lampre-N.G.C.         | Italien  | + 1.37 |
| 14 | Quick Step            | Belgien  | + 1.38 |
| 15 | Française des Jeux    | Frankrig | + 1.41 |
| 16 | Silence-Lotto         | Belgien  | + 1.47 |
| 17 | Cofidis               | Frankrig | + 2.11 |
| 18 | Bbox Bouygues Télécom | Frankrig | + 2.47 |
| 19 | Agritubel             | Frankrig | + 2.53 |
| 20 | Skil-Shimano          | Holland  | + 3.46 |

### 3. mellemtid, Pignan, 30,7 km
|    | Hold              | Land       | Tid    |
| -- | ----------------- | ---------- | ------ |
| 1  | Astana Pro Team   | Kasakhstan | 37.32  |
| 2  | Garmin-Slipstream | USA        | + 0.17 |
| 3  | Team Saxo Bank    | Danmark    | + 0.41 |
| 4  | Liquigas          | Italien    | + 0.48 |
| 5  | Team Columbia-HTC | USA        | + 0.57 |
| 6  | Team Katusha      | Rusland    | + 1.09 |
| 7  | Caisse d'Epargne  | Spanien    | + 1.11 |
| 8  | Cervélo TestTeam  | Schweiz    | + 1.25 |
| 9  | Ag2r-La Mondiale  | Frankrig   | + 1.26 |
| 10 | Euskaltel-Euskadi | Spanien    | + 1.46 |

|    | Hold                  | Land     | Tid    |
| -- | --------------------- | -------- | ------ |
| 11 | Quick Step            | Belgien  | + 2.00 |
| 12 | Rabobank              | Holland  | + 2.01 |
| 13 | Team Milram           | Tyskland | + 2.14 |
| 14 | Silence-Lotto         | Belgien  | + 2.15 |
| 15 | Française des Jeux    | Frankrig | + 2.28 |
| 16 | Cofidis               | Frankrig | + 2.38 |
| 17 | Lampre-N.G.C.         | Italien  | + 2.59 |
| 18 | Agritubel             | Frankrig | + 3.41 |
| 19 | Bbox Bouygues Télécom | Frankrig | + 4.09 |
| 20 | Skil-Shimano          | Holland  | + 4.50 |

### Mål
|    | Hold              | Land       | Tid    |
| -- | ----------------- | ---------- | ------ |
| 1  | Astana Pro Team   | Kasakhstan | 46.29  |
| 2  | Garmin-Slipstream | USA        | + 0.18 |
| 3  | Team Saxo Bank    | Danmark    | + 0.40 |
| 4  | Liquigas          | Italien    | + 0.58 |
| 5  | Team Columbia-HTC | USA        | + 0.59 |
| 6  | Team Katusha      | Rusland    | + 1.23 |
| 7  | Caisse d'Epargne  | Spanien    | + 1.29 |
| 8  | Cervélo TestTeam  | Schweiz    | + 1.37 |
| 9  | Ag2r-La Mondiale  | Frankrig   | + 1.48 |
| 10 | Euskaltel-Euskadi | Spanien    | + 2.09 |

|    | Hold                  | Land     | Tid    |
| -- | --------------------- | -------- | ------ |
| 11 | Rabobank              | Holland  | + 2.20 |
| 12 | Quick Step            | Belgien  | + 2.26 |
| 13 | Silence-Lotto         | Belgien  | + 2.35 |
| 14 | Française des Jeux    | Frankrig | + 2.46 |
| 15 | Team Milram           | Tyskland | + 2.48 |
| 16 | Cofidis               | Frankrig | + 2.58 |
| 17 | Lampre-N.G.C.         | Italien  | + 3.24 |
| 18 | Agritubel             | Frankrig | + 4.17 |
| 19 | Bbox Bouygues Télécom | Frankrig | + 4.41 |
| 20 | Skil-Shimano          | Holland  | + 5.23 |